# Виктор, Зотик, Зинон, Акиндин и Северијан
Свети мученици Виктор, Зотик, Зинон, Акиндин и Северијан су  хришћански светитељи. Сви су мучени за време владавине цара Диоклецијана. Били су незнабошци док нису видели муке светог Ђорђа великомученика. Међутим када су видели храброст Ђорђеву, и чуда многа која су се појавила тада, они су примили хришћанство, за које су ускоро и пострадали.
Српска православна црква слави их 18. априла по црквеном, а 1. маја по грегоријанском календару.